# Massicus raddei
Massicus raddei là một loài bọ cánh cứng trong họ Cerambycidae.